# Sarach Yooyen
Sarach Yooyen (tiếng Thái: สารัช อยู่เย็น, RTGS: Sarat Yuyen, phát âm [sǎːrát jùːjēn]), còn được biết với tên đơn giản Tang (tiếng Thái: ตัง, phát âm [tāŋ]) là một cầu thủ bóng đá người Thái Lan thi đấu ở vị trí tiền vệ cho câu lạc bộ Thai League BG Pathum United và đội tuyển quốc gia Thái Lan.

## Phong cách thi đấu
Sarach thường thi đấu ở vị trí tiền vệ trung tâm cho câu lạc bộ và đội tuyển quốc gia với vai trò cầm bóng, nhờ khả năng quan sát và khả năng chuyền chính xác. Là một cầu thủ có sức sáng tạo và kĩ thuật cao, Sarach được biết đến với khả năng kiểm soát bóng, được khen người về khả năng chạm bóng, kĩ thuật, thăng bằng và kiểm soát bóng gần.

## Sự nghiệp quốc tế
Anh thi đấu cho U-23 Thái Lan ở Đại hội Thể thao Đông Nam Á 2011. Vào tháng 11 năm 2013, anh ra mắt cho Thái Lan thi đấu trước Kuwait ở Vòng loại Cúp bóng đá châu Á 2015. Anh đại diện U-23 Thái Lan ở Đại hội thể thao châu Á 2014. Sarach cũng là một phần của đội hình Thái Lan ở Giải vô địch bóng đá Đông Nam Á 2014.
Vào tháng 5 năm 2015, anh được triệu tập vào Thái Lan để thi đấu Vòng loại giải vô địch bóng đá thế giới 2018 khu vực châu Á với Việt Nam.
Anh đoạt chức vô địch Đại hội Thể thao Đông Nam Á 2015 với U-23 Thái Lan, anh giữ băng đội trưởng.

### Quốc tế
Tính đến 30 tháng 1 năm 2024
| Đội tuyển quốc gia | Năm  | Số trận | Bàn thắng |
| ------------------ | ---- | ------- | --------- |
| Thái Lan           | 2013 | 1       | 0         |
| Thái Lan           | 2014 | 10      | 0         |
| Thái Lan           | 2015 | 9       | 0         |
| Thái Lan           | 2016 | 15      | 0         |
| Thái Lan           | 2018 | 1       | 0         |
| Thái Lan           | 2019 | 8       | 0         |
| Thái Lan           | 2021 | 9       | 0         |
| Thái Lan           | 2022 | 10      | 4         |
| Thái Lan           | 2023 | 11      | 2         |
| Thái Lan           | 2024 | 5       | 0         |
| Tổng               | Tổng | 79      | 6         |

### Bàn thắng quốc tế

#### U-23
| #  | Ngày               | Địa điểm          | Đối thủ  | Tỉ số | Kết quả | Giải đấu                         |
| -- | ------------------ | ----------------- | -------- | ----- | ------- | -------------------------------- |
| 1. | 4 tháng 6 năm 2015 | Bishan, Singapore | Malaysia | 1-0   | 1-0     | Đại hội Thể thao Đông Nam Á 2015 |

#### Đội tuyển quốc gia
| #  | Ngày                 | Địa điểm                                             | Đối thủ    | Bàn thắng | Kết quả | Giải đấu                     |
| -- | -------------------- | ---------------------------------------------------- | ---------- | --------- | ------- | ---------------------------- |
| 1. | 1 tháng 1 năm 2022   | Sân vận động Quốc gia, Singapore, Kallang, Singapore | Indonesia  | 2–1       | 2–2     | AFF Cup 2020                 |
| 2. | 8 tháng 6 năm 2022   | Sân vận động Markaziy, Namangan, Uzbekistan          | Maldives   | 1–0       | 3–0     | Vòng loại AFC Asian Cup 2023 |
| 3. | 11 tháng 12 năm 2022 | Sân vận động Thammasat, Pathum Thani, Thái Lan       | Myanmar    | 2–0       | 6–0     | Giao hữu                     |
| 4. | 29 tháng 12 năm 2022 | Sân vận động Gelora Bung Karno, Jakarta, Indonesia   | Indonesia  | 1–1       | 1–1     | AFF Cup 2022                 |
| 5. | 13 tháng 1 năm 2023  | Sân vận động Quốc gia Mỹ Đình, Hà Nội, Việt Nam      | Việt Nam   | 2–1       | 2–2     | AFF Cup 2022                 |
| 6. | 16 tháng 11 năm 2023 | Sân vận động Rajamangala, Bangkok, Thái Lan          | Trung Quốc | 1–0       | 1–2     | Vòng loại World Cup 2026     |

## Danh hiệu

### Câu lạc bộ
Muangthong United
- Giải bóng đá Ngoại hạng Thái Lan (2): 2012, 2016
- Cúp Liên đoàn Bóng đá Thái Lan (2): 2016, 2017
- Thailand Champions Cup (1): 2017
- Giải bóng đá vô địch các câu lạc bộ sông Mê Kông (1): 2017

### Quốc tế
Thái Lan U-16
- Giải vô địch bóng đá U-16 Đông Nam Á (1): 2007

U-19 Thái Lan
- Giải vô địch bóng đá U-19 Đông Nam Á (1): 2009

U-23 Thái Lan
- Sea Games  Huy chương Vàng (1); 2015
- BIDC Cup (Campuchia) (1): 2013

Thái Lan
- Giải vô địch bóng đá Đông Nam Á (3): 2014, 2016, 2020
- Cúp Nhà vua Thái Lan (1): 2016

### Cá nhân
- 2016 Mthai Top Talk-About "Top Talk About Sport Men [3]